# Light Asylum (album)
Light Asylum is het debuutalbum van de gelijknamige elektronica- en postpunkband Light Asylum. Het album werd in 2012 uitgebracht door het label Mexican Summer. 

## Tracklist
| Nr. | Titel             | Duur |
| --- | ----------------- | ---- |
| 1.  | Hour Fortress     | 4:46 |
| 2.  | Pope Will Roll    | 4:37 |
| 3.  | IPC               | 5:34 |
| 4.  | Heart Of Dust     | 3:53 |
| 5.  | Sins Of The Flesh | 5:34 |
| 6.  | Angel Tongue      | 6:40 |
| 7.  | Shallow Tears     | 5:08 |
| 8.  | At Will           | 3:36 |
| 9.  | End Of Days       | 4:14 |
| 10. | A Certain Person  | 4:26 |

## Ontvangst
| Recensies     | Recensies |
| Publicatie    | Score     |
| ------------- | --------- |
| NME           | 8/10      |
| Pitchfork     | 6,1/10    |
| FACT Magazine | [ 3 ]     |

De muziekwebsite Pitchfork gaf het album een matig-tot-positieve recensie en kende het een 6,1 toe. Recensent Zach Kelly van Pitchfork prees het imago van de band, maar stelde dat de muziek repetitief aandeed en te weinig afweek van een vast voorschrift. Ook stelde hij dat Bruno Coviello, die de instrumentatie verzorgt, de muziek te zeer versimpeld had. Hij vond dat het album baat had kunnen hebben bij een complexere, meer popachtige productie. Wel prees hij de nummers Shallow Tears en A Certain Person.
Het Britse muziektijdschrift NME was zeer lovend over het album. Priya Elan van de NME gaf het album een 8 en schreef dat "Light Asylum is het soort band waar we nieuwe genrenamen voor willen bedenken". In tegenstelling tot Zach Kelly van Pitchfork omschreef zij het album als zeer veelzijdig, zowel qua muziek als wat betreft de zang van Funchess. Ze omschreef de instrumentatie van Bruno Coviello als "gelaagd" en stelde dat Funchess hiervan gebruik maakte om een uiteenlopend stemgeluid te laten horen, dat uiteenliep van mannelijk tot vrouwelijk. Ook benoemde ze de sadomasochistische ondertonen van teksten zoals "use me like a credit card" op het nummer Pope Will Roll.